# Phalodi
Phalodi är en ort i Indien.   Den ligger i distriktet Jodhpur och delstaten Rajasthan, i den nordvästra delen av landet, 500 km väster om huvudstaden New Delhi. Phalodi ligger 228 meter över havet och antalet invånare är 46 788.
Terrängen runt Phalodi är platt, och sluttar norrut. Runt Phalodi är det ganska tätbefolkat, med 67 invånare per kvadratkilometer. Phalodi är det största samhället i trakten. Omgivningarna runt Phalodi är i huvudsak ett öppet busklandskap.